# Сьерра, Надин
Надин Сьерра (итал. Nadine Sierra род. 14 мая 1988 года) — американская оперная певица (сопрано). Получила мировую известность после победы в финале конкурса театра «Метрополитен-опера» 21 февраля 2009 года.

## Биография
Родилась в Форт-Лодердейле. Училась в школе искусств в Уэст-Палм-Биче (штат Флорида), затем продолжила обучение в Колледже музыки в Маннесе и Музыкальной академии Запада под руководством Мэрилин Хорн. Поначалу прославилась партиями Джильды в «Риголетто» Верди и Люсии в опере Доницетти. По состоянию на 2013 год исполняет заглавные партии в ведущих оперных театрах западного мира.
В январе 2016 года она выступала в Венеции на Ла Фениче в новогоднем концерте со Стефано Секко и в миланском Ла Скала в опере «Риголетто» (в образе Джильды) вместе с Лео Нуччи.

## Награды и достижения
Сьерра была удостоена  наград в следующих конкурсах:
- Вокальная Серебряная Премия 2006 Национального Фонда Развития Искусств, Майами, Флорида
- Премия за первое место 2007 в конкурсе вокалистов Фонда Мэрилин Хорн, Санта-Барбара, Калифорния
- Премия за второе место 2008 в конкурсе Национального Общества Искусств и вокала, Блумингтон, Индиана
- 1-я премия и Приз зрительских симпатий 2013 в конкурсе Neue Stimmen, Гютерсло, Германия[3]
- Лауреат премии Фонда Ричарда Такера, 2017
- Лауреат премии  Беверли Силлс, 2018 год[4]